# Marsha P. Johnson
Marsha P. Johnson, född 24 augusti 1945, död 6 juli 1992, var en svart, amerikansk transkvinna. Johnson var aktiv i HBTQ-rörelser i USA under 1970-talet och var med i Stonewallupproret. Johnson var även en populär aktör i New Yorks HBTQ- och konstkretsar. Johnson är främst känd för grundandet av S.T.A.R (Street Transvestite Action Revolutionaries) tillsammans med Sylvia Rivera.

## Biografi
Johnson menade att "P:et" i namnet stod för "pay it no mind" vilket var ett uttryck för hennes attityd kring könstillhörighet. Johnson bodde en stor del av sitt liv tillsammans med andra i olika åldrar och etniciteter i S.T.A.R.-hus (Street Transvestite Action Revolutionaries) i New York, och hon engagerade sig åt att kämpa för HBTQ-rättigheter, särskilt transrättigheter. 1974 fotograferades Johnson av Andy Warhol, som en del av polaroidserien "Ladies and gentlemen". Johnson var också medlem av Jimmy Camicias dragshow-grupp "Hot Peaches". Johnson var även organisatör inom ACT UP (AIDS Coalition to Unleash Power).  
I juli 1992, strax efter det årets New York Prideparad, hittades Johnson flytande i Hudsonfloden utanför West Village Piers. Johnsons död rubricerades först som självmord, men efter påtryckningar från bland andra aktivisten Mariah Lopez öppnades fallet igen under rubriceringen misstänkt mord, bland annat efter vittnesmål om att Johnson tidigare blivit trakasserad nära den plats där kroppen hittades. Bara tio dagar före sin död hade Johnson gett en filmad intervju som är central i dokumentären Pay it No Mind: The Life and Times of Marsha P. Johnson från 2012, regisserad av Michael Kasino och Richard Morrison. Bandet Antony and the Johnsons döptes efter Johnson, och deras låt "River of Sorrow" handlar om Johnsons död.

## Marsha P. Johnson som aktivist

### S.T.A.R.
Johnson och Rivera bodde i små hotellrum och försökte hitta en säker och gratis plats för andra, vad de kallade, street queens där de skulle kunna äta och sova. Denna situation ledde till att Johnson och Rivera etablerade föregångaren till vad som senare skulle bli S.T.A.R. De två ordnade en trailer som hem åt runt tjugo transpersoner, eller transvestiter som de då kallades. Senare flyttades detta skyddshem till en gammal maffiabyggnad på 213 East 2nd Street.
År 1970 grundade Johnson och Rivera Street Transvestite Action Revolutionaries, eller S.T.A.R. som det kallades. S.T.A.R. jobbade med transfrågor och försökte hjälpa transpersoner i olika delar av livet och i olika åldrar. De gav en skyddsplats för unga transpersoner, men S.T.A.R. huset fungerade även som mer än så – bland annat som en säker plats att uttrycka sin könsidentitet och tillgång till en stöttande gemenskap. S.T.A.R. gav en röst åt transpersonerna och de orättvisor de mötte, till exempel förespråkade mot den stora mängden hemlöshet bland unga transpersoner samt den orättvisa behandlingen av dem i fängelser.
S.T.A.R var inte unik som HBTQ-grupp eftersom det fanns flera sådana i New York under denna tid, S.T.A.R.-hushållet kallades av GAA journalisten Arthur Bell för "The most interesting and lively household in New York" eftersom det i hushållet ingick en bred variation olika personer. Hyran för bostaden betalades genom inkomsterna från olika danser som S.T.A.R. ordnade tillsammans med några andra organisationer, bland annat GLF och Gay Youth. Dessutom prostituerade sig Johnson och Rivera så att de yngre transpersonerna skulle ha möjlighet att bo säkert borta från gatorna. S.T.A.R var alltså utmärkande med att ge en röst åt transpersoner, och före organisationen existerade inte ens begreppet transperson, utan de betraktades enbart som drag queens.
Konflikterna mellan transpersoner och övriga HBTQ-personer märktes även i fråga om S.T.A.R. Särskilt radikalfeminismen har ofta kritiserat transpersoner eftersom de anser att kvinnor behöver ha specifika skydd i samhället baserat på kön, och könsroller, så kallat "gender" är inte en biologisk kategori. Än idag ser vissa feminister transpersoner som anti-feministiska eftersom de anser att de framhäver den stereotypa bilden av kvinnlighet samt utnyttjar de manliga privilegierna. S.T.A.R. hamnade i konflikt med övriga feminister under Christopher Street Liberation Day Rally år 1973, då de anklagades för att vara män utklädda till kvinnor för att underhålla och tjäna pengar. De radikallesbiska feministerna tyckte att drag queens stödde sexistiska bilder av kvinnor. Detta ledde till häftig kritik från Sylvia Rivera som råkade i strid med bland annat Jean O'Leary.
S.T.A.R. tynade sakta bort under senare delen av 1900-talet, men återuppväcktes år 2001 av Sylvia Rivera på egen hand, eftersom Marsha P. Johnson dött. Då byttes "t:et" ut från "transvestite" till det mer korrekta "transgender". Organisationen gick dock slutligen under nästa år i samband med Riveras död, men dess fotspår lever kvar i flera organisationer idag.

## The Death and Life of Marsha P. Johnson
År 2017 publicerades en dokumentärfilm om Marsha P. Johnson dirigerad av David France. Filmen berättade om Johnsons liv bland annat genom intervjuer med personer som känt henne, och belyste betydelsen Johnson haft i HBTQ-kretsar. Filmen fick blandade reaktioner, och mötte både kritik och hyllningar. 
Transkvinnan Reina Gossett säger att "Too often, people with resources who already have a platform become the ones to tell the stories of those at the margins". Gossett syftar med detta på att Francis som en vit, cis man hade möjligheten att berätta Johnsons historia, medan Gossett själv som en svart transkvinna inte hade denna möjlighet. Gossett hade tillsammans med Sasha Wortzel ansökt om bidrag för filmen "Happy Birthday Marsha!" från samma plats som Francis, men de hade inte fått det. Francis film fick därför kritik från transkretsar om att bygga på andra personers arbete och utnyttja sin högre position i samhället.
Bland de som hyllat filmen finns journalisten Nick Schager som beskrev filmen som "superb" och tyckte att France vackert skildrar historien om Johnson. Schager menar att filmen är en hyllning av modet som många i HBTQ-gemenskapen visat.
Andra har tyckt att filmen på ett bra sätt visar vilken effekt Johnson hade på HBTQ-gemenskapen, men att den trots namnet inte visar mycket om hennes egentliga liv. Dessutom får filmen kritik för att vara för tätt packad med olika historier, vilket leder till att Johnson själv hamnar i skymundan.